# Rotonda de la Universidad de Virginia
La Rotonda (en inglés: Rotunda) es un edificio situado en The Lawn, en los terrenos originales de la Universidad de Virginia. Fue diseñada por Thomas Jefferson con el objetivo de representar «la autoridad de la naturaleza y el poder de la razón», inspirándose en el Panteón de Roma. Su construcción empezó en 1822 y se completó en 1826, poco después de la muerte de Jefferson. El campus de la nueva universidad era único porque sus edificios estaban rodeados por una biblioteca (la función principal de la Rotonda) en lugar de por una iglesia, como era habitual en otras universidades del mundo angloparlante. Para muchos, la Rotonda simboliza la creencia de Jefferson en la separación de la Iglesia y la educación, y representa su dedicación durante toda la vida a la educación y a la arquitectura. La Rotonda fue declarada Hito Histórico Nacional en 1966, y forma parte del distrito histórico de la Universidad de Virginia, designado en 1971.
Este edificio universitario, junto con sus alrededores y la cercana casa de Jefferson, Monticello, forma uno de los solo seis sitios modernos construidos por el hombre de los Estados Unidos declarados Patrimonio de la Humanidad por la Unesco, junto con los otros cinco, que son el centro histórico de San Juan, las misiones de San Antonio, el Independence Hall, la Estatua de la Libertad y las obras arquitectónicas de Frank Lloyd Wright. El coste original de la construcción de la Rotonda fue de 57 773 dólares, equivalentes a 992 792 dólares de 2006. El edificio tiene una altura y un diámetro de 23.5 m.

## Historia

### Influencias de diseño

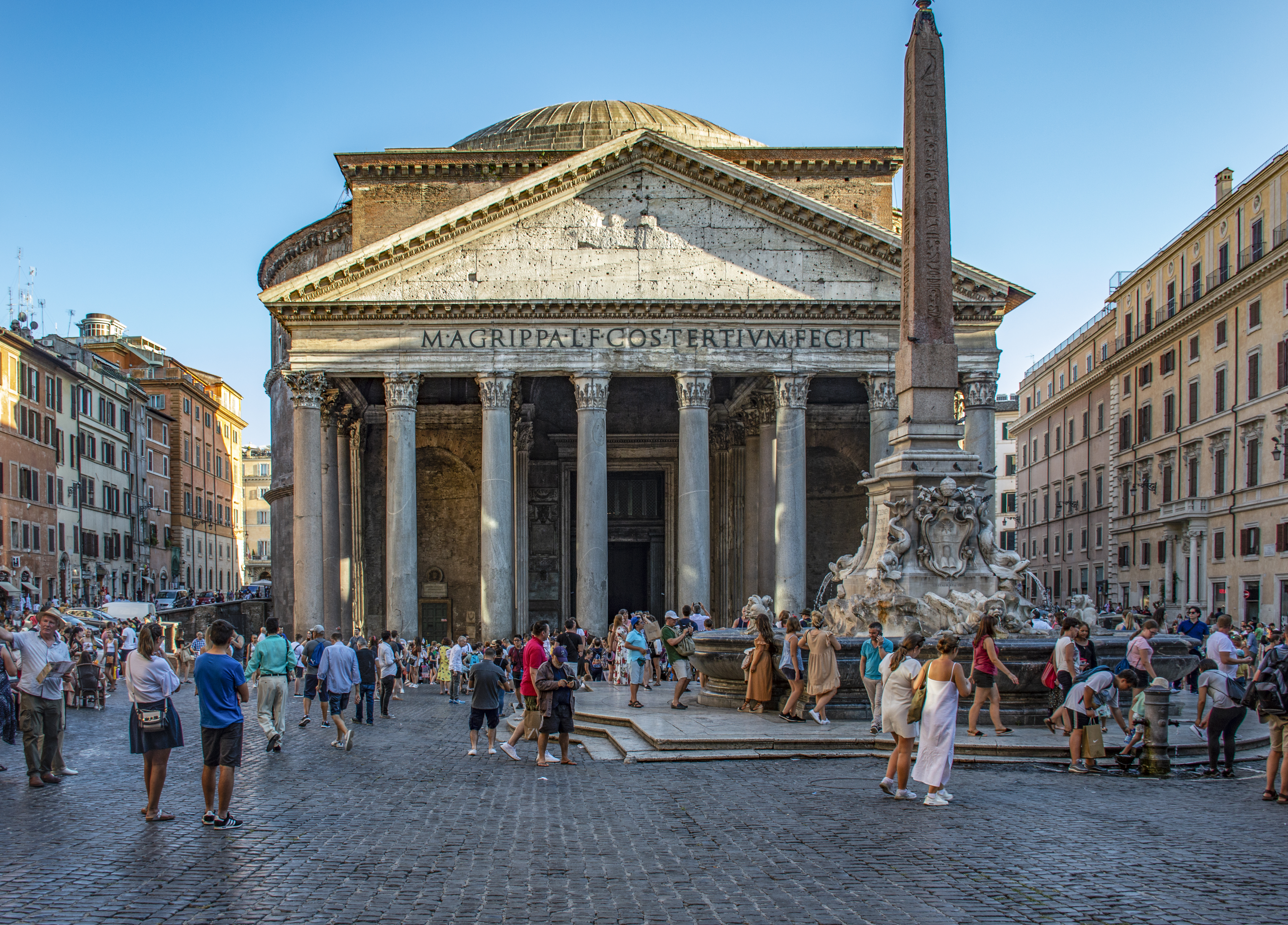
El Panteón de Roma, principal fuente de inspiración de la Rotonda.

El diseño de Jefferson muestra influencias de los dibujos arquitectónicos de Andrea Palladio y es un ejemplo de la arquitectura palladiana. La fuente directa de inspiración de Jefferson fue un dibujo del Panteón que aparece en la traducción de 1721 de Leoni de Palladio, que Jefferson poseía y mencionó durante la construcción del edificio. Aunque Jefferson usó las detalladas mediciones del Panteón para determinar las proporciones de la Rotonda, las dimensiones de su edificio son mucho más pequeñas: el diámetro interior de la cúpula del Panteón es de 43.6 metros, mientras que el diámetro exterior de la cúpula de Jefferson es de 23.5 metros, «siendo la mitad que el del Panteón y por tanto un cuarto en superficie y un octavo en volumen».
B. Henry Latrobe propuso por primera vez que se construyera un edificio de planta central con una cúpula en la parte frontal de The Lawn en una carta dirigida a Jefferson fechada el 17 de julio de 1817, y la influencia de Latrobe en el diseño de la Rotonda es sustancial. El Pabellón III de Jefferson también está basado en un dibujo de Latrobe. Jefferson también se basó en el modelo de Palladio para detalles significativos del edificio. En una carta a Thomas Appleton, el entonces cónsul de los Estados Unidos en Liguria, Jefferson solicitó el precio de «diez capiteles corintios para columnas y ocho medios capiteles para pilastras, copiados de los de la Rotonda o Panteón de Roma, según lo representado por Palladio».

### Diseño y construcción

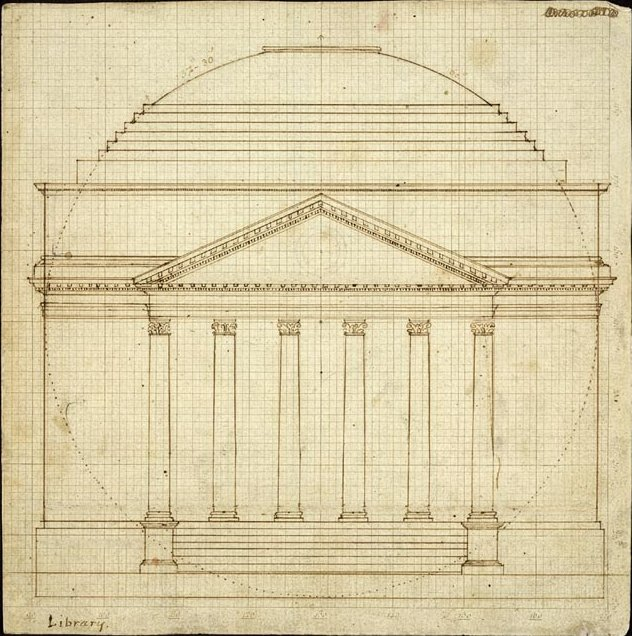
Dibujo de 1819 de la Rotonda.

Durante el gran viaje del marqués de La Fayette por los Estados Unidos en 1824 y 1825, el marqués y el expresidente James Madison cenaron con Thomas Jefferson en la Sala de la Cúpula de la Rotonda, todavía sin terminar, en el banquete inaugural de la universidad y La Fayette brindó por Jefferson calificándolo como el «padre de la Universidad de Virginia». Esto conmovió a Jefferson, y posteriormente haría que inscribieran esa frase en su tumba. En 1904 el Gobierno de Francia regaló un busto de La Fayette a la universidad para recordar la amistad entre estos dos hombres, que en la actualidad se encuentra en la Sala Oval Norte. El edificio fue construido con trabajo de esclavos.
Como esta universidad era la primera en la que los estudiantes podían especializarse en el campo de la astronomía, Jefferson jugó con la idea de pintar el interior de la Sala de la Cúpula con imágenes del cielo nocturno para ayudar a los estudiantes en su aprendizaje, e incluso llegó a diseñar un mecanismo con el cual los estudiantes serían capaces de «flotar» en el aire y estudiar los cuerpos celestes desde un punto de vista más cercano. También dispondrían de un control para mover las estrellas alrededor de la cúpula. La idea fue abandonada eventualmente, pero habría sido el primer planetario de los Estados Unidos. El tránsito de Venus de 1882 fue observado desde los escalones de la Rotonda en un esfuerzo coordinado con el Observatorio McCormick.

### Modificaciones

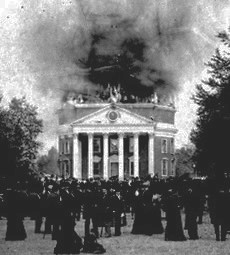
El gran incendio de la Rotonda de 1895.

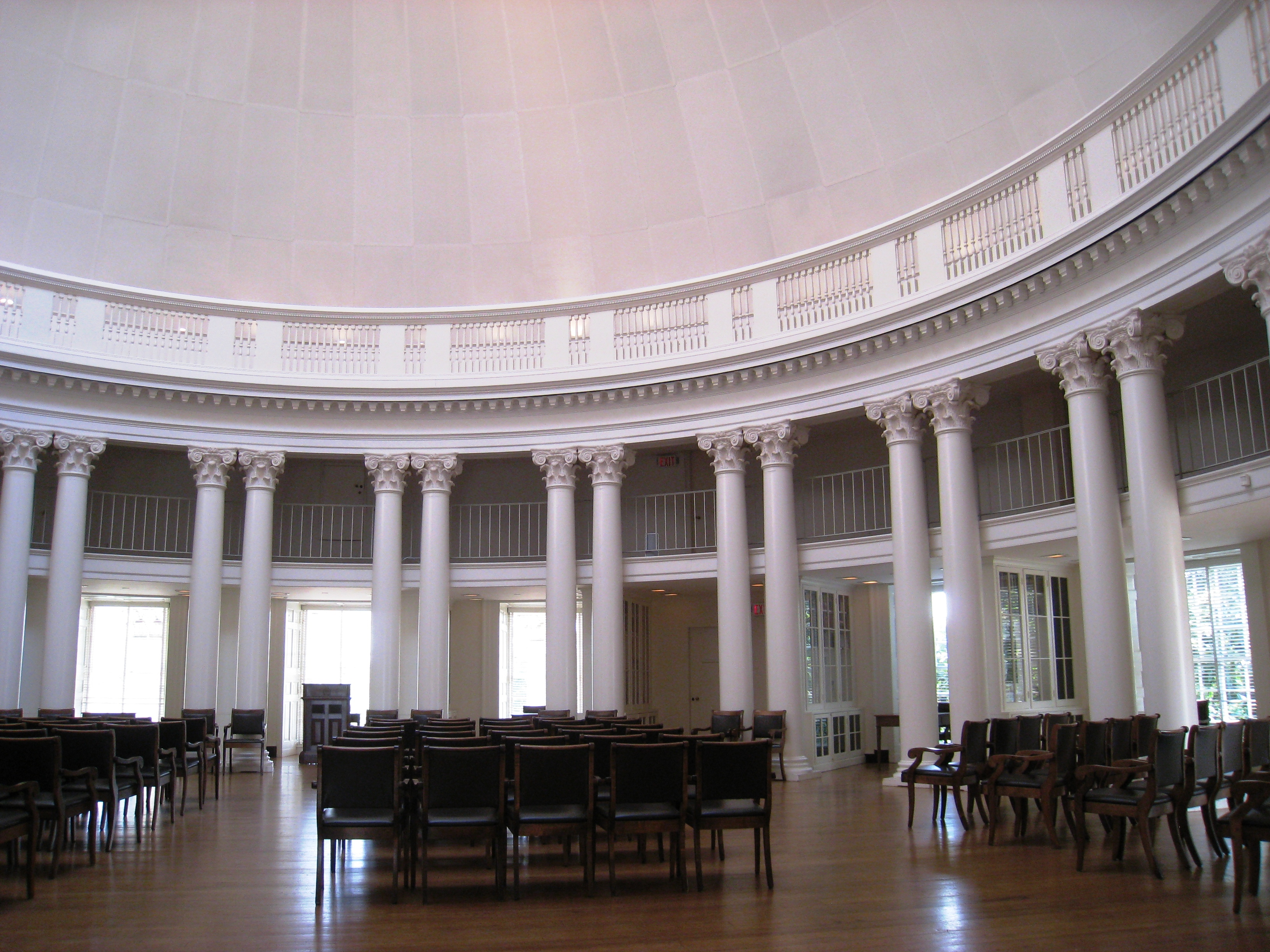
La Sala de la Cúpula de la Rotonda en 2008.

En 1853 se construyó al norte de la Rotonda una estructura llamada Anexo, también conocida como New Hall, para proporcionar espacio adicional para aulas, necesario debido al aumento de alumnos de la universidad. Puede verse una fotografía del anexo en la colección online de historia visual de la Universidad de Virginia.
En 1895, el interior de la Rotonda fue destruido completamente por un desastroso incendio que se desencadenó en el anexo. Los estudiantes de la universidad salvaron el que era, para ellos, el objeto más importante de la Rotonda: una escultura de mármol a tamaño real de Thomas Jefferson que fue donada a la universidad por Alexander Galt en 1861. Los estudiantes también rescataron parte de los libros de la biblioteca de la universidad de la Sala de la Cúpula, así como varios instrumentos científicos de las aulas del anexo. Poco después del incendio, el profesorado redactó una recomendación dirigida a la Junta de Visitantes (el órgano de gobierno de la universidad), en la que sugería que se emprendiera un programa de reconstrucción de la Rotonda y que se sustituyera el espacio de aulas perdido en el anexo con un conjunto de edificios en el lado sur de The Lawn. En el nuevo diseño, la cúpula de madera fue sustituida por una bóveda tabicada ignífuga, patentada por la Guastavino Company de Nueva York, que fue construida entre 1898 y 1899. La Rotonda fue reconstruida con un diseño modificado por Stanford White, un arquitecto reconocido a nivel nacional y socio del estudio neoyorquino McKim, Mead & White. Mientras la Rotonda de Jefferson tenía tres plantas, la de White tenía solo dos, pero una Sala de la Cúpula más grande. Además, no se reconstruyó el anexo.
En 1976, durante el bicentenario de los Estados Unidos, el interior de la Rotonda de White fue reconstruido completamente, con un coste de 2.4 millones de dólares, para restaurar el diseño original de Jefferson. En la edición del bicentenario del AIA Journal, el American Institute of Architects describió la Rotonda, The Lawn y la cercana casa de Jefferson en Monticello como «el logro más enorgullecedor de la arquitectura estadounidense en los últimos doscientos años».

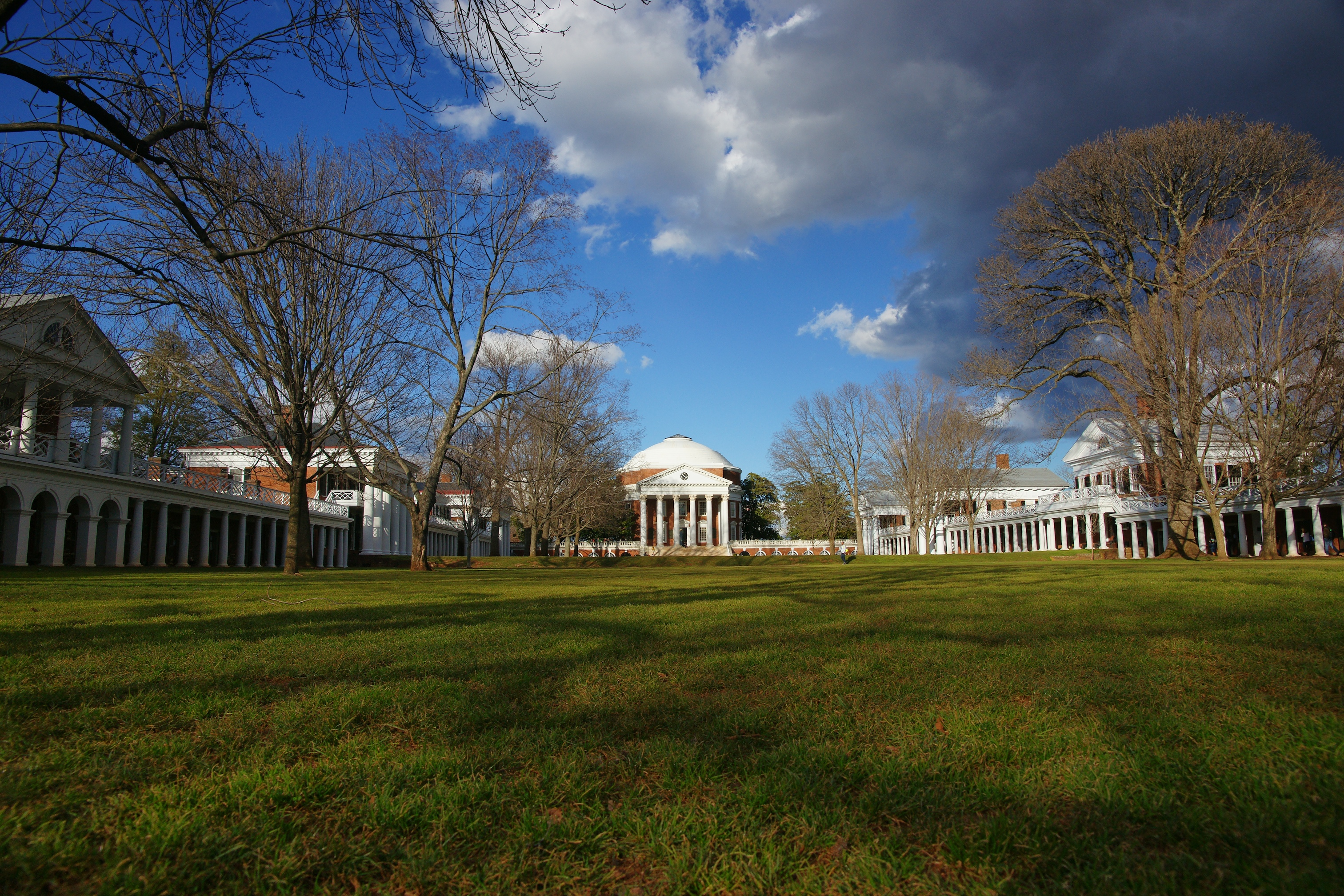
Vista de la Rotonda desde The Lawn en 2010.

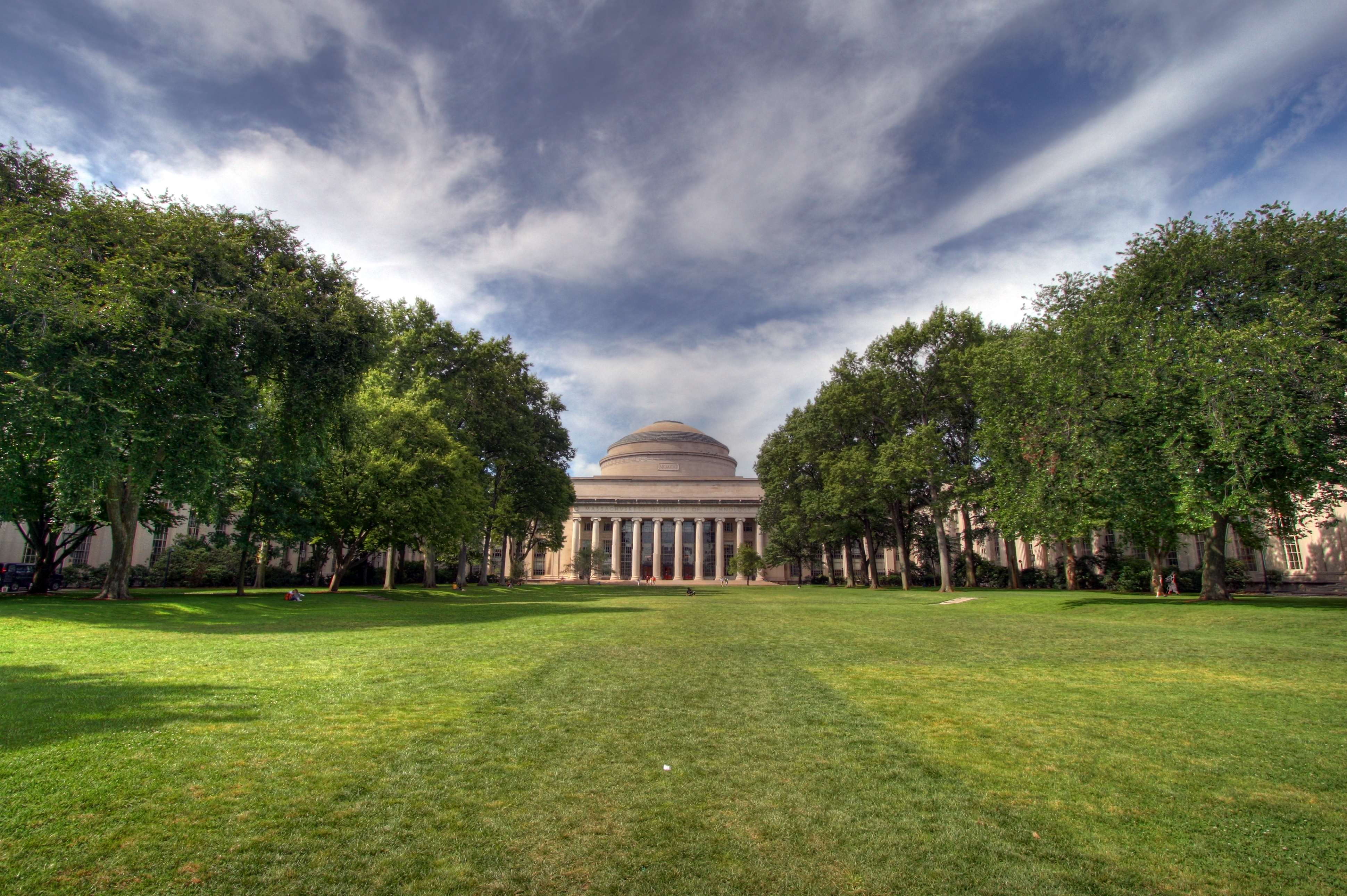
El Killian Court en el MIT.

Hay una placa en el lado sur de la Rotonda que enumera los nombres de los estudiantes y graduados de la universidad que perdieron sus vidas en la Guerra de Secesión. Otras placas en el lado sur enumeran a los que perdieron sus vidas en la Primera Guerra Mundial, mientras que las placas en el lado norte enumeran a aquellos que perdieron sus vidas en la Segunda Guerra Mundial y en la Guerra de Corea. En la actualidad, los estudiantes de doctorado defienden sus tesis en la Sala Oval Norte y se celebran muchos eventos (incluidas cenas mensuales para los residentes de The Lawn) en la Sala de la Cúpula. Otros eventos importantes se celebran en los escalones de la Rotonda.
En 2012, la universidad emprendió un ambicioso proyecto para reparar y renovar la Rotonda ante su deterioro por el paso del tiempo. En la primera fase del proyecto se sustituyó el techo de cobre de la Rotonda. Aunque los ingenieros iban varios meses por delante del calendario previsto, el techo seguía sin pintar para la graduación de la clase de 2013. Durante la renovación, se encontró un laboratorio de química del siglo xix dentro de las paredes de la planta baja, con un horno químico y un sofisticado sistema de ventilación a través de un conjunto de túneles de ladrillo. La recién renovada Rotonda abrió sus puertas en septiembre de 2016.

## Legado
Los edificios más destacados inspirados en la Rotonda y The Lawn son los extensos espacios verdes presididos por edificios similares a la Rotonda construidos en la Universidad Duke en 1892, en la Universidad Johns Hopkins en 1902, en la Universidad de Illinois en 1907, en la Universidad Rice en 1910, en el Peabody College de la Universidad Vanderbilt en 1915, en la Universidad de Delaware en 1916, en el MIT en 1916 y en la Universidad Tsinghua de Pekín en 1917. Además, el Dallas Hall de la Universidad Metodista del Sur, la Capilla Hendricks de la Universidad de Siracusa, la Facultad de Derecho de la Universidad Estatal de Florida y el Grawemeyer Hall de la Universidad de Louisville fueron diseñados basándose en la Rotonda de Jefferson. El Sterling Divinity Quadrangle en la Yale Divinity School (1932) también se basa estrechamente en el campus de la Universidad de Virginia, pero con la Capilla Marquand en lugar de la Rotonda.
El campus original de la Universidad de Alabama estaba inspirado en la Rotonda de Jefferson y The Lawn. La rotonda de esa universidad, completada en 1833, también contenía la biblioteca universitaria. Sin embargo, al igual que la mayoría de los edificios del campus, fue destruida en un incendio provocado durante la Guerra de Secesión.